# Liste der brasilianischen Botschafter in Costa Rica
Die Botschaft befindet sich in der 6. Etage des Edificio Torre Mercedes Paseo Colón, in San José (Costa Rica).
Die Gesandtschaft in San José wurde 1953 zur Botschaft aufgewertet.
Bis 5. August 1950 waren die Gesandten in San José auch in Managua akkreditiert.

## Botschafter
| Ernannt       | Name                                      | Bemerkungen | ernannt während der Regierung von | akkreditiert während der Regierung von                       | Posten verlassen |
| ------------- | ----------------------------------------- | --- | --------------------------------- | ------------------------------------------------------------ | ---------------- |
| 23. Feb. 1943 | Antônio Camilo de Oliveira                | (* 1892 Itabira; † 1982) 1919–1921: Geschäftsträger in La Paz, 15. Juli 1952–1. Juli 1954: Botschafter in Brüssel | Getúlio Vargas                    | Rafael Ángel Calderón Guardia                                | 20. Feb. 1946    |
| 1946          | Antônio Cândido da Câmara Canto           | Geschäftsträger | Eurico Gaspar Dutra               | Teodoro Picado Michalski                                     |                  |
| 4. Okt. 1946  | Labienno Salgado dos Santos               | (* 16. Januar 1894 in Niterói, Rio de Janeiro) LL.B., Univ. do Brasil. Trat 1916 in den auswärtigen Dienst, wurde 1917 in Montevideo, 1918–1921 in Peking 1919–1920: Geschäftsträger in Peking, 1921–1922: Buenos Aires                                                   | Eurico Gaspar Dutra               | Teodoro Picado Michalski                                     | 2. Sep. 1948     |
| 1948          | Osiris de Oliveira Corrêa                 | Geschäftsträger | Eurico Gaspar Dutra               | Junta Fundadora de la Segunda República José Figueres Ferrer | 1948             |
| 25. Juni 1951 | Oswaldo Furst                             | (* 9. Mai 1897 in Ouro Preto, Minas Gerais) Sohn von Amazili de Castro und Alfredo Furst, studierte in Ouro Preto, Belo Horizonte, 1928: Geschäftsträger in La Paz, 1947: Geschäftsträger in Buenos Aires                                                                 | Getúlio Vargas                    | Luis Rafael de la Trinidad Otilio Ulate Blanco               |                  |
| 1951          | Édipo Santos Maia                         | Geschäftsträger, 1956–1958: Geschäftsträger in Karatschi, 1975 Geschäftsträger in Dacar | Getúlio Vargas                    | Luis Rafael de la Trinidad Otilio Ulate Blanco               |                  |
| 1951          | José Osvaldo de Meira Penna               | Geschäftsträger | Getúlio Vargas                    | Luis Rafael de la Trinidad Otilio Ulate Blanco               | 1952             |
| 27. März 1952 | Sylvio Ribeiro de Carvalho                | (* 5. August 1904 in Rio de Janeiro) 1934: Geschäftsträger in La Paz, 1951: Geschäftsträger in Montevideo 1953–1961: Geschäftsträger in Washington, D.C., 17. Juli 1967–2. Mär. 1969: Botschafter in Ankara                                                               | Getúlio Vargas                    | Alberto Oreamuno Flores                                      | 1. Apr. 1953     |
| 1953          | Roberto Chalu Pacheco                     | Geschäftsträger (* Cayenne), 19. Februar 1959 – 7. Okt. 1966: Geschäftsträger in Warschau | Getúlio Vargas                    | José Figueres Ferrer                                         |                  |
| 8. Juni 1953  | Afrânio de Mello Franco Filho Ouro Prêto  | Eines der zehn Kinder von Silvia Alvim und Afrânio de Melo Franco, 1951–1952: Geschäftsträger in Washington, D.C. 27. Apr. 1955–12. Okt. 1957: Botschafter in Ottawa, 5. Jan. 1959–15. Juli 1963 Botschafter in Bern, 15. Juli 1963–27. Juni 1966: Botschafter in Brüssel | Getúlio Vargas                    | José Figueres Ferrer                                         | 17. Juli 1955    |
| 1955          | Armando Braga Ruy Barbosa                 | Geschäftsträger | Nereu Ramos                       | José Figueres Ferrer                                         |                  |
| 14. Juli 1955 | Mário da Costa Guimarães                  | (* 24. Dezember 1901 in São Paulo) trat in den auswärtigen Dienst und wurde eingesetzt: 1924–1926: Asunción, 1926–1927: Washington, 1927–1928 Havana, 1928–1929: Bogotá, 1931–1932: Den Haag, 1935–1938: Prag                                                             | Nereu Ramos                       | José Figueres Ferrer                                         | 15. Juli 1961    |
| 1961          | Marina de Mendonça Moscoso                | Geschäftsträger | Jânio Quadros                     | Mario Echandi Jiménez                                        |                  |
| 5. Okt. 1961  | Odette de Carvalho e Souza                | | Jânio Quadros                     | Mario Echandi Jiménez                                        | 14. Dez. 1964    |
| 1964          | Augusto Estellita Lins                    | Geschäftsträger | João Goulart                      | Francisco José Orlich Bolmarcich                             | 1965             |
| 18. März 1965 | Landulpho António Borges da Fonseca       | | Humberto Castelo Branco           | Francisco José Orlich Bolmarcich                             | 26. Dez. 1968    |
| 1968          | Cristovam de Oliveira Araujo Filho        | Geschäftsträger | Artur da Costa e Silva            | José Joaquín Trejos Fernández                                | 1970             |
| 1. Feb. 1969  | Roberto Jorge dos Guimarães Bastos        | | Emílio Garrastazu Médici          | José Joaquín Trejos Fernández                                | 28. Jan. 1970    |
| 12. Aug. 1970 | Lucillo Haddock Lôbo                      | | Emílio Garrastazu Médici          | José Figueres Ferrer                                         | 31. Mai 1972     |
| 1972          | Nelson Alves da Fonseca                   | Geschäftsträger | Emílio Garrastazu Médici          | José Figueres Ferrer                                         |                  |
| 1972          | Carlos Alberto Ferreira Guimarães         | Geschäftsträger | Emílio Garrastazu Médici          | José Figueres Ferrer                                         |                  |
| 2. Okt. 1972  | Maria de Lourdes Castro Silva de Vicenzi  | | Emílio Garrastazu Médici          | José Figueres Ferrer                                         | 31. Dez. 1974    |
| 27. Mai 1974  | Alberto Pessoa Pardellas                  | Geschäftsträger | Ernesto Geisel                    | Daniel Oduber Quirós                                         | 26. Mai 1974     |
| 1. Okt. 1975  | Maria de Lourdes Castro Silva de Vicenzi  | | Ernesto Geisel                    | Daniel Oduber Quirós                                         | 30. Nov. 1975    |
| 1. Dez. 1975  | Christiano Whitaker                       | Geschäftsträger | Ernesto Geisel                    | Daniel Oduber Quirós                                         | 31. Dez. 1975    |
| 1. Jan. 1976  | Maria de Lourdes Castro Silva de Vicenzi  | | Ernesto Geisel                    | Daniel Oduber Quirós                                         | 9. Juli 1976     |
| 31. Juli 1977 | Christiano Whitaker                       | | Ernesto Geisel                    | Daniel Oduber Quirós                                         | 5. Aug. 1977     |
| 6. Aug. 1977  | Maria de Lourdes Castro Silva de Vincenzi | 1980 Botschafterin in Kopenhagen | Ernesto Geisel                    | Daniel Oduber Quirós                                         |                  |
| 28. Feb. 1997 | João Carlos de Souza Gomes                | [ 7 ] | Fernando Henrique Cardoso         | José María Figueres Olsen                                    |                  |
| 7. Juni 2000  | Luiz Fernando de Oliveira e Cruz Benedini | [ 8 ] | Fernando Henrique Cardoso         | Miguel Angel Rodríguez Echeverría                            |                  |
| 22. Juli 2003 | Francisco Soares Alvim Neto               | [ 9 ] | Luiz Inácio Lula da Silva         | Abel Pacheco                                                 |                  |
| 28. März 2007 | Hildebrando Tadeu Nascimento Valladares   | (* 12. November 1945 in Sena Adureira) Sohn von Alaide Nascimento und Oriovaldo da Silva Valadares, 21. September 2004 Botschafter in Bukarest | Luiz Inácio Lula da Silva         | Óscar Arias Sánchez                                          |                  |
| 24. Aug. 2011 | Maria Dulce Silva Barros                  | (* 25. Januar 1950 in Teresina, Piauí) Tochter von Dulce Soares da Silva und Fenelon Nonato da Silva | Dilma Rousseff                    | Laura Chinchilla Miranda                                     |                  |